# غار تپانی
غار تپانی مربوط به دوران پارینه‌سنگی است و در شهرستان سرپل ذهاب، روستای تپانی واقع شده و این اثر در تاریخ ۱۹ تیر ۱۳۴۸ با شمارهٔ ثبت ۸۳۱ به‌عنوان یکی از آثار ملی ایران به ثبت رسیده است.